# Eisbach (Vöckla)
Der Eisbach ist ein kleiner Bach im Grenzgebiet Flachgau zu Hausruckviertel an der Landesgrenze Salzburg und Oberösterreich.

## Lauf
Der Bach entspringt aus mehreren Gerinnen am Westrand des Waldes Langholz in der Gegend zwischen Volkerding (Gemeinde Pöndorf), Bruckmoos und Haslach (beide Straßwalchen), die sich beim Anwesen Bernermühle (Haslach 9/10) direkt an der Landesgrenze vereinen. Bei letzteren beiden Orten spricht man auch von Bruckmoosgraben und Haslachgraben.

Er rinnt dann etwa 2 Kilometer ostwärts durch das Langholz und dann nach ebenso langer Strecke nach Norden. Westlich vom Dorf Schwaigern mündet er in den Weinbach respektive Kirchhamer Bach, die dann nach weiteren 2 Kilometern östlich von Schwaigern der Vöckla zufließen – der Name diesen letzteren Laufabschnittes (und damit der Vorfluter des Eisbachs) ist in den hydrographischen Quellen unklar.
Im Unterlauf folgt die Westbahnstrecke vor der Haltestelle Pöndorf bei Volkerding dem Eisbach.

## Geologie, Geschichte und Benennung
Der Bach ist ein typisches Gerinne im Gletschervorfeld der größten Ausdehnung des Riß-Kaltzeitlichen Irrseegletschers als Gletscherzunge des Traungletschers, um 300.000 und 100.000 Jahre vor heute. Der mittlere Abschnitt folgt der nordwest–südöstlich streichenden Endmoräne bei Hechfeld und Volkerding, und durchbricht sie dann. Jenseits des Kirchhamerbachs liegt die Moräne des noch mächtigeren Mindel-Vorstoßes, über 400.000 Jahre alt.
Die Benennung der Bäche im bis 1779 auch baierischen und bis heute salzburgisch-oberösterreichischen Grenzgebiet ist schon historisch etwas unklar: Georg Matthäus Vischer gibt in seiner Karte Archiducatus Austriae Superioris Geographica Descriptio 1667
hier die fons Vogglae (‚Quelle der Vöckla‘), die obere Vöckla heißt bei ihm Spentzl Fluss.
Die Josephinische Landesaufnahme der 1780er nennt die Berner Mühl und zeigt einen Steig im Graben vom oberen Weinbach in die Hüttenedt.
Der Franziszäische Kataster um 1830 gibt bei der heutigen L1281-Abzweigung Angerbach und verzeichnet die kleinen Oberläufe ab dort gar nicht mehr.
Souvant 1857 stellt dann den Namen Angerbach zum Eisbach. Die Dritte Landesaufnahme um 1877 nennt keinen Namen.